# Russischer Bär
Der Russische Bär, auch Spanische Flagge genannt, (Euplagia quadripunctaria, Syn. Callimorpha quadripunctaria) ist ein Schmetterling (Nachtfalter) aus der Unterfamilie der Bärenspinner (Arctiinae). Näher mit ihm verwandt ist der Schönbär.
Die Spanische Flagge wurde zum Schmetterling des Jahres 2025 gekürt.

## Beschreibung

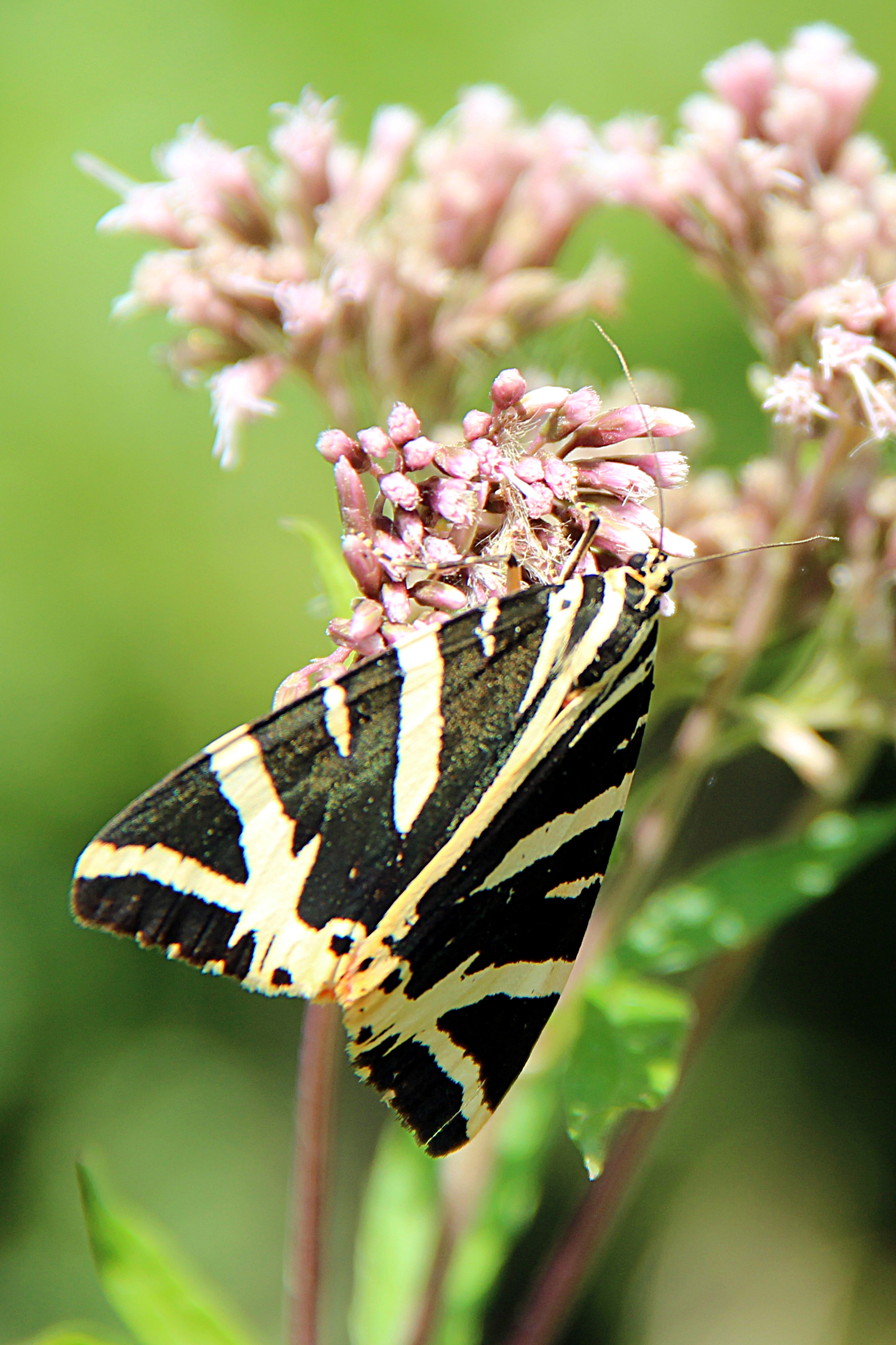
Falter in Ruhestellung auf blühendem gewöhnlichem Wasserdost

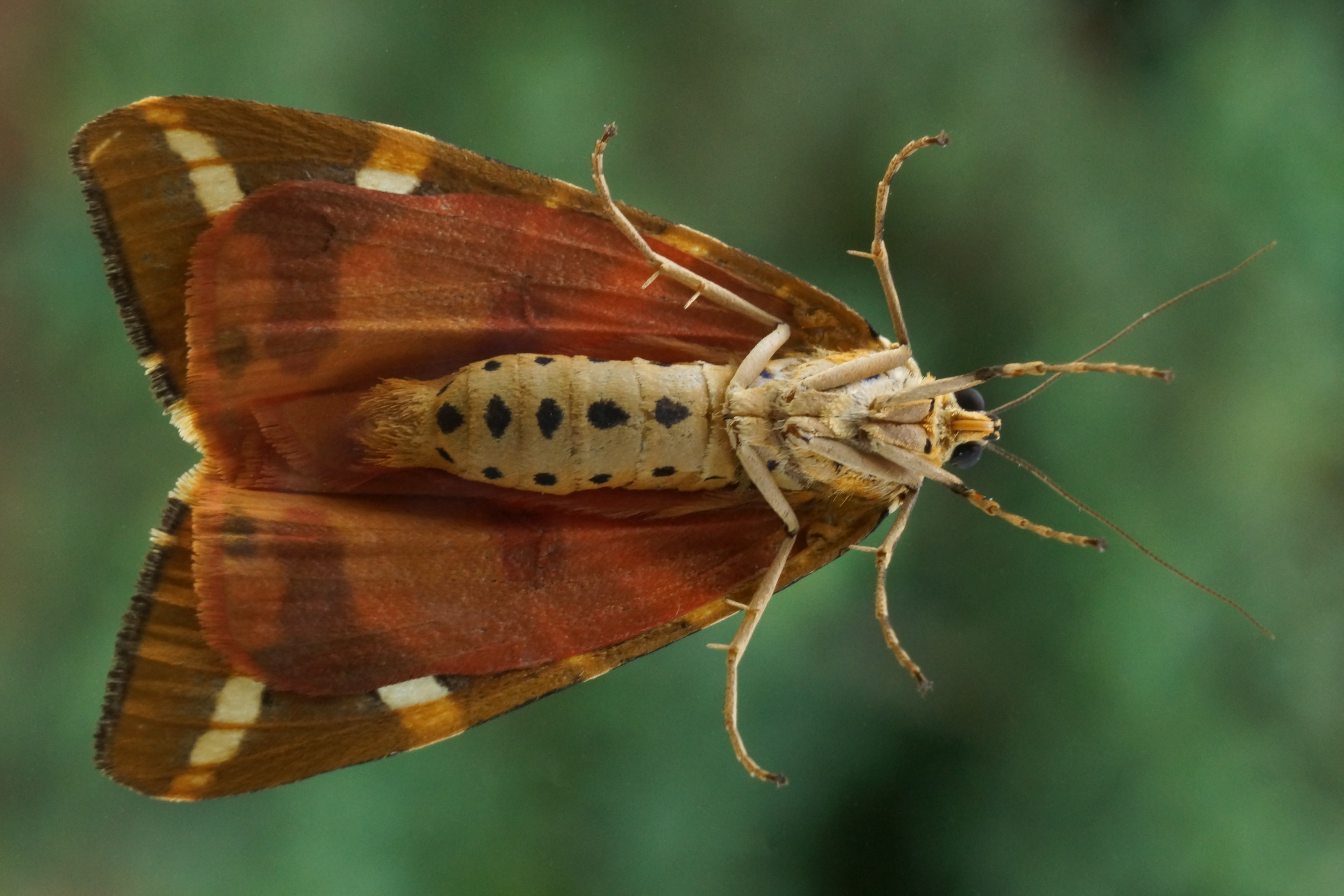
Unterseite des Falters

Die Falter erreichen eine Flügelspannweite von 42 bis 52 Millimetern. Sie haben schwarzblaue Vorderflügel mit weißen oder gelblichen Streifen. Diese bilden an den Flügelspitzen ein markantes "V". Beim Spreizen der Vorderflügel werden die orangen Hinterflügel mit drei bis vier schwarzblauen Flecken sichtbar, ein auffälliger Aposematismus (Warntracht). Im Gegensatz zu anderen Bärenspinnern besitzen sie, wie auch der verwandte Schönbär, einen gut ausgebildeten Saugrüssel, der es ihnen ermöglicht, Nektar von Blüten zu saugen, was diese so auffällig gefärbten Nachtfalter regelmäßig auch tagsüber tun.
Die polyphagen Raupen werden ca. 50 Millimeter lang. Sie sind schwarzgrau und haben eine gelbe Rückenlinie. Zusätzlich haben sie auf den Seiten weiße Flecken und überall rötlich-braune Warzen mit kurzen, hellen Borsten.

## Vorkommen
Sie kommen in Süd- und Mitteleuropa, nördlich bis zum Harz vor. Sie bevorzugen halboffenes Gelände, wie z. B. Steinbrüche, Fluss- und Bachränder, Trockenrasen und felsige Täler und Hänge. Sie sind in sonnigem, trockenem wie auch in feuchtem, halbschattigem Gelände zu finden. Die Falter fliegen in einer Generation von Juli bis September. Sie sind nicht häufig, aber in manchen Jahren lokal zahlreich. Gerne ruht der Falter auch an hellen Wänden, hält dabei jedoch die Flügel geschlossen. Nachts ans Licht geflogen kommen Russische Bären nur selten.
Eine große Population befindet sich auf der griechischen Insel Rhodos. Sie ist dort namensgebend für das Petaloudes (Schmetterlingstal), welches aufgrund der zahlreichen harzreichen Orientalischen Amberbäume (Liquidambar orientalis) die Schmetterlinge anlockt und zur Fortpflanzung animiert. Bekannter wurde das Petaloudes durch den israelischen Satiriker Ephraim Kishon, der in einem seiner Bücher nicht glauben wollte, dass in diesem Tal tatsächlich solche Schmetterlinge zu finden sind. Auch in Mitteleuropa können in manchen Jahren Hunderte dieser bunten „tagaktiven Nachtfalter“ bei sonniger Witterung gleichzeitig beobachtet werden; insbesondere auf blühendem Wasserdost („Kunigundenkraut“) am Rand von Waldwegen und in Vorgärten an Sommerflieder. Aus ihrer Nahrung sequestrieren sie Phytotoxine wie Pyrazine.

## Entwicklung

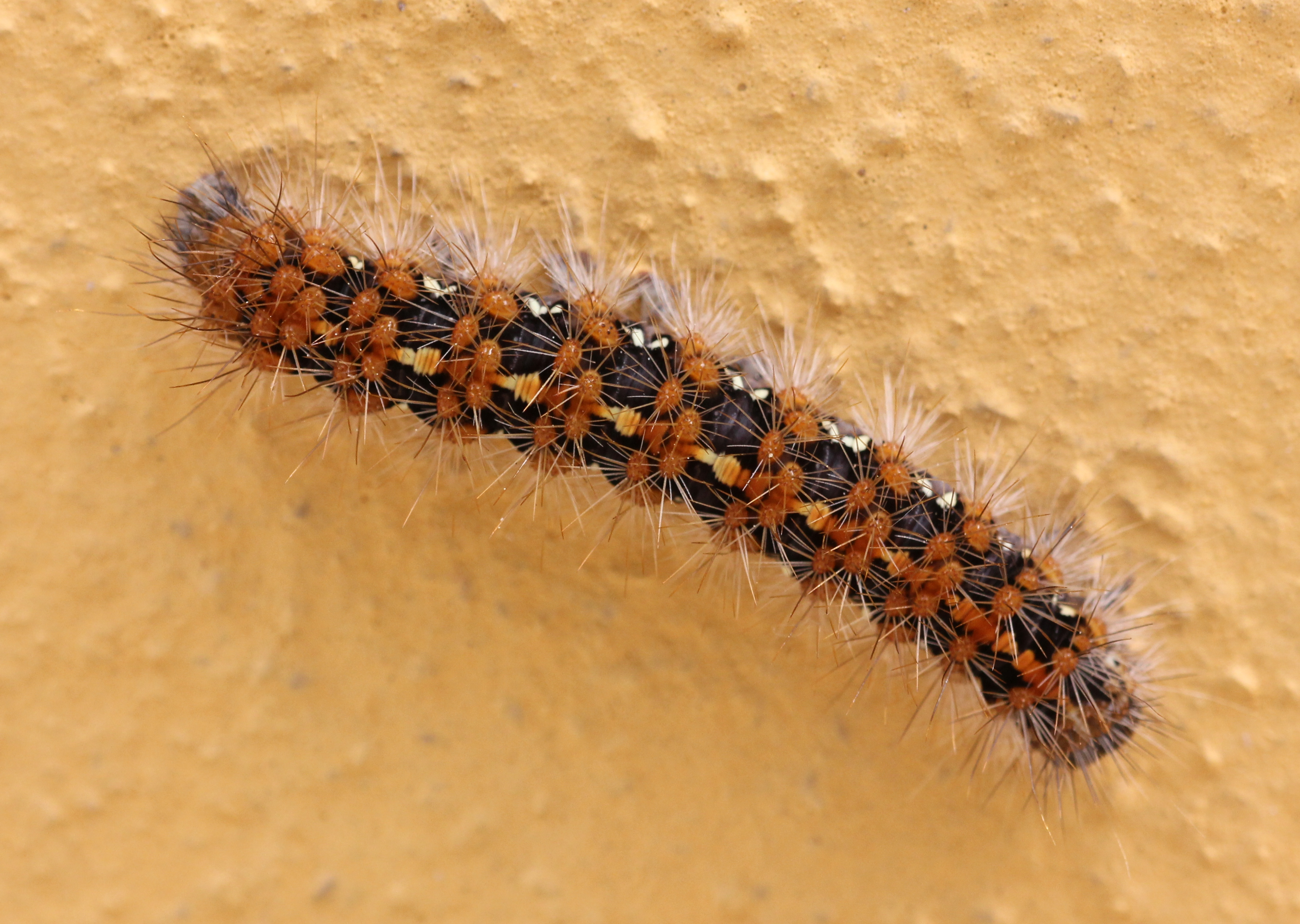
Raupe

Die Weibchen legen ihre Eier locker nebeneinander unter die Blätter der Futterpflanzen. Die Raupen schlüpfen im September und überwintern, bevor sie sich im Juni des folgenden Jahres in einem weichen, weiß-grauen Gespinst am Boden verpuppen. Nach ca. einem Monat schlüpfen die Falter.

## Nahrung der Raupen
Die Raupen sind polyphag, fressen also Blätter von einer Vielzahl verschiedener Pflanzen wie z. B.:
- Taubnessel (Lamium spec.)
- Große Brennnessel (Urtica dioica)
- Kleiner Wiesenknopf (Sanguisorba minor)
- Natternkopf (Echium vulgare)
- Hasel (Corylus spec.)
- Himbeere (Rubus idaeus)
- Echte Brombeere (Sammelart) (Rubus fruticosus agg.)
- Wiesensalbei (Salvia pratensis)
- Fuchssches Greiskraut (Senecio fuchsii)
- Vergissmeinnicht (Myosotis)

Die jungen Raupen fressen vor allem Kräuter; erst später fressen sie auch am Laub holziger Gewächse.

## Verhalten
Wie bei vielen Bärenspinnern ist die Hämolymphe des Russischen Bärs giftig. In Ruhestellung überdecken die Vorderflügel die Hinterflügel, bei drohender Gefahr werden jedoch schnell die auffälligen rotschwarzen Hinterflügel gezeigt, um potentielle Fressfeinde mit der Warnfärbung abzuschrecken.

## Gefährdung und Schutz
Die Art ist nach Anhang II der FFH-Richtlinie als prioritäre Art geschützt, daher sind Gebiete, in denen das Tier vorkommt, als Schutzgebiet auszuweisen.